# George Kreisl
George Kreisl est un animateur américain ayant travaillé pour les studios Disney et Hanna-Barbera Productions.

## Filmographie
- 1940 : Donald a des ennuis
- 1947 : Les Chiens de secours
- 1947 : Rendez-vous retardé
- 1947 : Mail Dog
- 1947 : Pluto chanteur de charme
- 1948 : Mickey, Pluto et l'Autruche
- 1948 : Bone Bandit
- 1948 : Pluto's Purchase
- 1948 : Pluto's Fledgling
- 1949 : Mickey et Pluto au Mexique
- 1949 : Pluto's Surprise Package
- 1949 : Pluto et le Bourdon
- 1949 : Sheep Dog
- 1950 : Pluto's Heart Throb
- 1950 : Pluto and the Gopher
- 1950 : Wonder Dog
- 1950 : Puss Cafe
- 1950 : Pluto joue à la main chaude
- 1950 : Camp Dog
- 1950 : Morris the Midget Moose
- 1950 : Donald blagueur
- 1951 : Pluto et la Cigogne
- 1951 : Donald gagne le gros lot
- 1951 : Bon pour le modèle réduit
- 1951 : Donald et la Sentinelle
- 1952 : Le Verger de Donald
- 1952 : Tic et Tac séducteurs
- 1952 : Let's Stick together
- 1952 : Donald et la Sorcière
- 1952 : L'Arbre de Noël de Pluto
- 1953 : La Fontaine de jouvence de Donald
- 1953 : Le Nouveau Voisin
- 1953 : Rugged Bear
- 1953 : Les Cacahuètes de Donald
- 1953 : Canvas Back Duck
- 1954 : Spare the Rod
- 1955 : La Belle et le Clochard
- 1956 : In the Bag
- 1957 : The Story of Anyburg U.S.A.
- 1962 : Les Jetson, 1 épisode
- 1964 : Les aventures de Yogi l'ours, Série télévisée
- 1965 : The Atom Ant Show, Série télévisée
- 1966 : Alice in Wonderland or What's a Nice Kid Like You Doing in a Place Like This?, Téléfilm
- 1966 : The Man Called Flintstone, Série télévisée (épisodes inconnus)
- 1967 : Jack and the Beanstalk, Téléfilm
- 1967 : Moby Dick and the Mighty Mightor, Série télévisée
- 1968 : Les Aventures imaginaires de Huckleberry Finn, 1 épisode
- 1969 : The Hardy Boys, Série télévisée (épisodes inconnus)
- 1969 : Archie and His New Pals, Téléfilm (épisodes inconnus)
- 1970 : Jerry Lewis, 1 épisode
- 1970 : Archie's Fun House, Série télévisée (épisodes inconnus)
- 1970 : Sabrina and the Groovie Goolies, Série télévisée (épisodes inconnus)
- 1971 : The Pebbles and Bamm-Bamm Show, Série télévisée
- 1972 : The Roman Holidays, Série télévisée
- 1972 : The Flintstone Comedy Hour, Série télévisée
- 1973 : Wait Till Your Father Gets Home
- 1973 : Le Petit Monde de Charlotte
- 1973 : Speed Buggy, Série télévisée
- 1973 : Jeannie, Série télévisée
- 1974 : ABC Afterschool Specials
- 1974 : Journey Back to Oz
- 1974 : These Are the Days", Série télévisée (épisodes inconnus)